# Thomas Rolph
Thomas Rolph (* 17. Januar 1885 in San Francisco, Kalifornien; † 10. Mai 1956 ebenda) war ein US-amerikanischer Politiker. Zwischen 1941 und 1945 vertrat er den Bundesstaat Kalifornien im US-Repräsentantenhaus.

## Werdegang
Thomas Rolph war der jüngere Bruder von Gouverneur James Rolph (1869–1934). Er besuchte die öffentlichen Schulen seiner Heimat und die Humboldt Evening High School. Im Jahr 1912 gründete er eine Handelsagentur für Baumaterialien, deren Präsident er bis zu seinem Tod bleiben sollte. Politisch schloss er sich der Republikanischen Partei an.
Bei den Kongresswahlen des Jahres 1940 wurde Rolph im vierten Wahlbezirk von Kalifornien in das US-Repräsentantenhaus in Washington, D.C. gewählt, wo er am 3. Januar 1941 die Nachfolge von Franck R. Havenner antrat, den er bei der Wahl geschlagen hatte. Nach einer Wiederwahl konnte er bis zum 3. Januar 1945 zwei Legislaturperioden im Kongress absolvieren. Diese waren von den Ereignissen des Zweiten Weltkrieges geprägt. Im Jahr 1944 unterlag Rolph seinem Vorgänger Havenner.
Nach dem Ende seiner Zeit im US-Repräsentantenhaus zog sich Thomas Rolph aus der Politik zurück. Er widmete sich weiterhin seinen geschäftlichen Aufgaben und starb am 10. Mai 1956 in San Francisco.